# Regional Preferente de La Rioja 2000-01
La temporada 2000-01 de Regional Preferente de La Rioja era el quinto y último nivel de las Ligas de fútbol de España para los clubes de La Rioja, por debajo de la Tercera División de España.

## Sistema de competición
Los 25 equipos se reparten en dos grupos, que se enfrentan a doble vuelta, una vez en casa y otra en el campo del equipo rival, todos contra todos.
Los cuatro primeros clasificados de cada grupo pasan a una fase de ascenso, en modo liguilla, enfrentándose también todos contra todos a doble vuelta. El campeón de esta liguilla asciende a Tercera División. El segundo clasificado se enfrentará en un playoff a ida y vuelta contra el segundo clasificado de la Preferente de Navarra. El ganador de este playoff también consigue el ascenso.
Si ascendieran desde el grupo XV de Tercera División más equipos de los que descendieran desde Segunda B, habría más plazas de ascenso, que obtendrían los siguientes clasificados de la fase de ascenso.

## Grupo 1[1]
| Pos. | Equipo             | Pts. | PJ | G  | E | P  | GF | GC | Dif. |                           |
| ---- | ------------------ | ---- | -- | -- | - | -- | -- | -- | ---- | ------------------------- |
| 1    | C. D. Varea (C)    | 54   | 22 | 17 | 3 | 2  | 77 | 19 | +58  | Fase de ascenso a Tercera |
| 2    | Náxara C. D.       | 46   | 22 | 14 | 4 | 4  | 54 | 29 | +25  | Fase de ascenso a Tercera |
| 3    | Valvanera C. D.    | 42   | 22 | 12 | 6 | 4  | 53 | 28 | +25  | Fase de ascenso a Tercera |
| 4    | C. D. Villegas     | 41   | 22 | 12 | 5 | 5  | 61 | 28 | +33  | Fase de ascenso a Tercera |
| 5    | C. D. Cenicero     | 35   | 22 | 10 | 5 | 7  | 43 | 36 | +7   |                           |
| 6    | C. F. Laguardia    | 33   | 22 | 10 | 3 | 9  | 40 | 43 | −3   |                           |
| 7    | C. D. Anguiano     | 28   | 22 | 8  | 4 | 10 | 37 | 42 | −5   |                           |
| 8    | C. D. La Calzada   | 27   | 22 | 8  | 3 | 11 | 35 | 46 | −11  |                           |
| 9    | C. D. Bañuelos     | 17   | 22 | 4  | 5 | 13 | 24 | 41 | −17  |                           |
| 10   | C. D. San Lorenzo  | 17   | 22 | 4  | 5 | 13 | 43 | 62 | −19  |                           |
| 11   | Casalarreina C. F. | 17   | 22 | 5  | 2 | 15 | 30 | 87 | −57  |                           |
| 12   | C. D. Mirandés "B" | 15   | 22 | 4  | 3 | 15 | 37 | 73 | −36  |                           |

 Fuente: www.futbol-regional.es

## Grupo 2[2]
| Pos. | Equipo                           | Pts. | PJ | G  | E  | P  | GF | GC | Dif. |                                              |
| ---- | -------------------------------- | ---- | -- | -- | -- | -- | -- | -- | ---- | -------------------------------------------- |
| 1    | C. D. Recreación de La Rioja (C) | 55   | 24 | 17 | 4  | 3  | 65 | 24 | +41  | Fase de ascenso a Tercera                    |
| 2    | C. D. Pradejón                   | 53   | 24 | 16 | 5  | 3  | 56 | 29 | +27  | Fase de ascenso a Tercera                    |
| 3    | C. D. San Marcial                | 46   | 24 | 14 | 4  | 6  | 38 | 19 | +19  | Fase de ascenso a Tercera                    |
| 4    | Peña Balsamaiso C. F.            | 46   | 24 | 14 | 4  | 6  | 37 | 21 | +16  | Fase de ascenso a Tercera                    |
| 5    | C. D. Berceo                     | 43   | 24 | 13 | 4  | 7  | 53 | 26 | +27  |                                              |
| 6    | C. F. Rápid                      | 35   | 24 | 8  | 11 | 5  | 31 | 27 | +4   |                                              |
| 7    | C. D. Calahorra Promesas         | 31   | 24 | 9  | 4  | 11 | 38 | 44 | −6   |                                              |
| 8    | S. D. Oyonesa                    | 25   | 24 | 6  | 7  | 11 | 26 | 31 | −5   |                                              |
| 9    | C. At. Vianés                    | 24   | 24 | 7  | 3  | 14 | 19 | 45 | −26  |                                              |
| 10   | C. Atlético Riojano              | 23   | 24 | 6  | 5  | 13 | 24 | 47 | −23  | El club no compite en la siguiente temporada |
| 11   | Yagüe C. F.                      | 22   | 24 | 6  | 4  | 14 | 21 | 48 | −27  |                                              |
| 12   | C. D. Arnedo Promesas            | 22   | 24 | 5  | 7  | 12 | 28 | 40 | −12  | El club no compite en la siguiente temporada |
| 13   | C. D. Aldeano                    | 11   | 24 | 3  | 2  | 19 | 28 | 63 | −35  |                                              |

 Fuente: www.futbol-regional.es

## Fase de Ascenso[3]
| Pos. | Equipo                           | Pts. | PJ | G  | E | P  | GF | GC | Dif. |                                |
| ---- | -------------------------------- | ---- | -- | -- | - | -- | -- | -- | ---- | ------------------------------ |
| 1    | C. D. Recreación de La Rioja (A) | 33   | 14 | 11 | 0 | 3  | 36 | 13 | +23  | Ascenso a Tercera              |
| 2    | C. D. Pradejón                   | 25   | 14 | 7  | 4 | 3  | 32 | 17 | +15  | Promoción de ascenso a Tercera |
| 3    | C. D. Villegas                   | 25   | 14 | 7  | 4 | 3  | 27 | 23 | +4   |                                |
| 4    | C. D. Varea                      | 25   | 14 | 7  | 4 | 3  | 23 | 12 | +11  |                                |
| 5    | Peña Balsamaiso C. F.            | 13   | 14 | 3  | 4 | 7  | 12 | 22 | −10  |                                |
| 6    | C. D. San Marcial                | 13   | 14 | 3  | 4 | 7  | 12 | 20 | −8   |                                |
| 7    | Náxara C. D.                     | 12   | 14 | 3  | 3 | 8  | 12 | 30 | −18  |                                |
| 8    | Valvanera C. D.                  | 10   | 14 | 3  | 1 | 10 | 16 | 33 | −17  |                                |

 Fuente: arquero-arba.futbolme.net

## Promoción de ascenso
| Equipo 1       | Agr. | Equipo 2     | Ida | Vuelta |
| -------------- | ---- | ------------ | --- | ------ |
| C. D. Pradejón | 4-1  | C. D. Huarte | 3-1 | 1-1    |

| Ida; 10 de junio de 2001 | C. D. Pradejón | 3-1 | C. D. Huarte |  |  |

| Vuelta; 17 de junio de 2001 | C. D. Huarte | 1-1 (Global 1-4) | C. D. Pradejón |  |  |

| Asciende el C. D. Pradejón |